# Gustave Cuneo d'Ornano
Gustave Cuneo d'Ornano, né le 15 novembre 1845 à Rome et mort le 17 mai 1906 à Paris, est un député bonapartiste de la Troisième République, qui siège de 1876 à 1906.

## Biographie
Petit-fils du général François Antoine Cunéo d’Ornano, il est le fils de François (11 septembre 1798 à Issenheim - 10 février 1863 à Oran) Conseiller de préfecture et de Adélaïde Dyonnet. Sa famille, originaire d'Ajaccio, est très liée au bonapartisme ; cela lui vaut le surnom du « dernier bonapartiste ». Employé à la préfecture de la Seine sous le Second Empire, il est capitaine de mobiles en 1870-1871.
Rédacteur au Courrier de France, il dirige ensuite un journal bonapartiste dans les Charentes en 1873. Il se signale par des polémiques particulièrement vives. Elu député bonapartiste de la Charente aux élections de 1876, il siège dans les rangs de l'Appel au peuple. Souvent impliqué dans des séances tumultueuses, Cunéo d'Ornano, qui conserve son siège trois décennies (jusqu'en 1906), fait l'objet récurrent de rappels à l'ordre du président de Chambre et de sanctions disciplinaires.
Il est à l'origine de la loi du 3 août 1882 relative à la destruction des loups, pour laquelle il demande l'urgence. En mars 1882, il s'oppose aux nouveaux crédits accordés à l'expédition militaire en Tunisie, ce qui lui vaut un rappel sournois de ses origines italiennes . Il accuse celle-ci de servir des « intérêts particuliers ». S'il soutient la « [protection] des colons d'Algérie », il rejette le « système de protection conquérante » consistant à occuper toutes les provinces limitrophes, système qui conduirait, selon lui, à justifier jusqu'à l'occupation de l'Egypte. Il refuse, in fine, l'« annexion déguisée » et formalisée par le traité du Bardo de 1881 (puisque la France ne prétendait que protéger l'Algérie). Avec Paul Déroulède, une partie croissante de la droite nationaliste s'oppose en effet aux interventions coloniales, accusées de détourner le regard de la « ligne bleue des Vosges » (l'Alsace-Lorraine, perdue en 1871). Son biographe Jean-Louis BERTHET fait un portait saisissant de cet important personnage trop vite oublié  : "un personnage étonnant, passant des salles de presse aux couloirs de la Chambre des députés, des théâtres parisiens aux frairies charentaises. Sa vie trépidante, sa personnalité combative, ses dons exceptionnels d orateur et de journaliste, l attachement qu il suscite chez les petites gens de la campagne charentaise méritent qu on s y intéresse.Etranger venu de loin, il a été pendant trente ans le député de la Grande Champagne de Cognac. Mais, pas un député comme les autres. Bonapartiste après l effondrement de l Empire, sans cesse dans l opposition et donc mal placé pour dispenser les «faveurs de la République», moqué par les élites économiques et sociales, intellectuel au milieu des agriculteurs et des commerçants, conservateur quand tout bouge dans la société et les m urs politiques, repoussé par ses pairs et condamné par les tribunaux, Gustave Cuneo d Ornano a tout de même été élu dix fois de suite par les électeurs de l arrondissement de Cognac.En se fondant sur des sources inédites, Jean-Louis Berthet restitue avec humanité la vie de ce démocrate exemplaire qui fut pourtant un opposant déterminé de la République parlementaire. Ce récit captivant et émouvant retrace aussi la naissance de la Troisième République et les progrès de la Belle Epoque dans une France restée largement paysanne. La vie de Cuneo d Ornano, c est toute une époque. Et comme toutes les vies, elle a ses victoires et ses défaites, parfois glorieuses, pas toujours honorables, ses mystères et ses secrets».